# Sid Taberlay
Sidney Taberlay (* 22. Januar 1980 in Hobart) ist ein australischer Radrennfahrer.

## Karriere
Seine größten Erfolge erzielte Taberlay auf dem Mountainbike. Er gewann 2004 bei den Oceania Games die Goldmedaille im Cross Country. In dieser Disziplin wurde er auch fünfmal australischer Meister, dreimal bei der Elite, zweimal bei der U23. 2012 wurde er Ozeanienmeister im Eliminator.
In der Saison 2007 fuhr Taberlay auf der Straße für das chinesische Continental Team Discovery Channel-Marco Polo.

## Erfolge
2001
- Australischer Meister – Cross Country (U23)

2002
- Australischer Meister – Cross Country
- Australischer Meister – Cross Country (U23)

2004
- Oceania Games – Cross Country
- Australischer Meister – Cross Country

2006
- Australischer Meister – Cross Country

2012
- Ozeanienmeisterschaft – Eliminator

## Teams
- 2005 Specialized Factory Racing (MTB)
- 2006–2007 Team Dolphin (MTB)
- 2007 Discovery Channel-Marco Polo